# NOL7
La proteína nucleolar 7 es una proteína que en humanos está codificada por el gen NOL7. La proteína codificada por este gen está localizada en el nucléolo, donde  mantiene y la estructura nucleolar y el ritmo del crecimiento celular.